# 线棘豆
线棘豆（学名：Oxytropis filiformis）为豆科棘豆属下的一个种。